# Ingemar Haraldsson

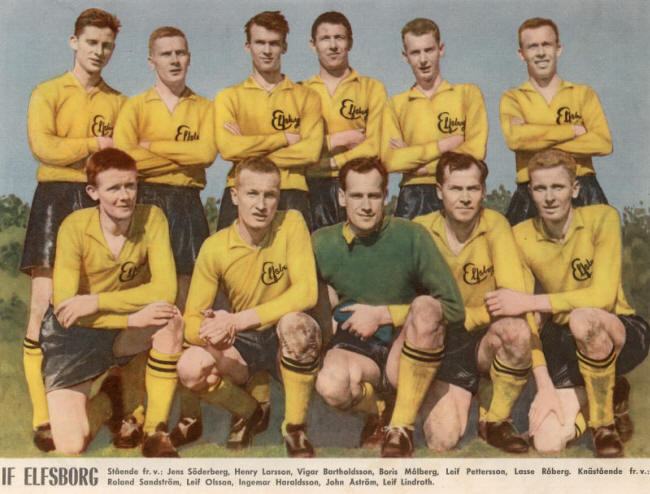
Ingemar Haraldsson (vorne Mitte)

Ingemar Haraldsson (* 3. Februar 1928; † 19. März 2004) war ein schwedischer Fußballspieler.

## Laufbahn
Haraldsson spielte in der Jugend für Ronneby BK. Anschließend ging der Torwart zu Kalmar FF, für die er ab 1950 27 Mal in der Allsvenskan auflief. 1951 stieg er mit dem Klub aus der ersten Liga ab. Später ging er zu IF Elfsborg. Für den Klub, mit dem er 1961 schwedischer Meister wurde, spielte er 90 Mal in der Allsvenskan. Seine Karriere ließ er in den unteren Ligen ausklingen.
Haraldsson gehörte der schwedischen Nationalmannschaft an. Bei der Weltmeisterschaft 1958 im eigenen Land wurde er als dritter Torhüter Vizeweltmeister.